# تونینو گوئرا
تونینو گوئرا (ایتالیایی: Tonino Guerra؛ ‏ ۱۶ مارس ۱۹۲۰ – ۲۱ مارس ۲۰۱۲) نویسنده، شاعر، فیلم‌نامه‌نویس و پدیدآور اهل ایتالیا بود.

## گزیده فیلم‌شناسی
از فیلم‌هایی که وی در آن‌ها نقش داشته‌است، می‌توان به جسدهای سرشناس، نوستالژیا و بسترهای بی‌بندوبار اشاره نمود.

## جوایز
- نشان افتخار جمهوری ارمنستان